# Comissari Europeu de l'Agenda Digital
Plantilla:Onsolet

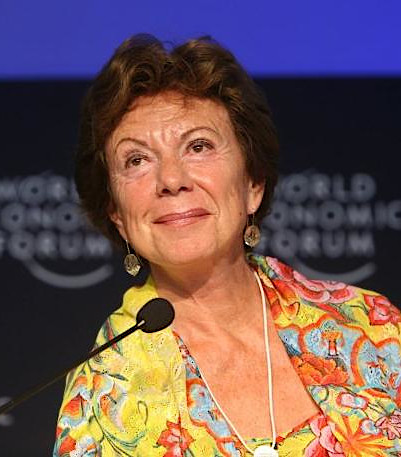
L'actual Comissària, Neelie Kroes

El Comissari Europeu de l'Agenda Digital és un membre de la Comissió Europea responsable de les telecomunicacions i els mitjans de comunicació.

## Orígens
Aquesta cartera fou creada l'any 1981 en la formació de la Comissió Thorn, anteriorment però aquestes àrees formaven part de les competències del Comissari Europeu d'Empresa. Entre els anys 1989 i 1993, referents al període de mandat de la Comissió Delors II, aquesta cartera estigué vacant.
L'actual comissària és la neerlandesa Neelie Kroes.

## Llista de Comissaris de l'Agenda Digital
| Comissió               | Inici                  | Finalització        | Nom            | País     | Partit |
| Thorn                  |                        |                     |                |          |        |
| ---------------------- | ---------------------- | ------------------- | -------------- | -------- | ------ |
| Thorn                  | 6 de gener de 1981     | 5 de gener de 1985  | Lorenzo Natali | Itàlia   | ind.   |
| Delors I               |                        |                     |                |          |        |
| 6 de gener de 1985     | 5 de gener de 1989     | Karl-Heinz Narjes   | Alemanya       | CDU      |        |
| 6 de gener de 1985     | 5 de gener de 1989     | Carlo Ripa di Meana | Itàlia         | PSI      |        |
| Delors II              |                        |                     |                |          |        |
| 6 de gener de 1989     | 5 de gener de 1993     | vacant              |                |          |        |
| Delors III             |                        |                     |                |          |        |
| 6 de gener de 1993     | 22 de gener de 1995    | Martin Bangemann    | Alemanya       | FDP      |        |
| Santer                 |                        |                     |                |          |        |
| 23 de gener de 1995    | 15 de març de 1999     | Martin Bangemann    | Alemanya       | FDP      |        |
| Marín                  |                        |                     |                |          |        |
| 16 de març de 1999     | 15 de setembre de 1999 | Martin Bangemann    | Alemanya       | FDP      |        |
| Prodi                  |                        |                     |                |          |        |
| 16 de setembre de 1999 | 12 de juliol de 2004   | Erkki Liikanen      | Finlàndia      | SDP      |        |
| 1 de maig de 2004      | 21 de novembre de 2004 | Ján Figeľ           | Eslovàquia     | KDH      |        |
| 12 de juliol de 2004   | 22 de novembre de 2004 | Olli Rehn           | Finlàndia      | Keskusta |        |
| Barroso I              |                        |                     |                |          |        |
| 22 de novembre de 2004 | 9 de febrer de 2010    | Viviane Reding      | Luxemburg      | CSV      |        |
| Barroso II             |                        |                     |                |          |        |
| 9 de febrer de 2010    | actualitat             | Neelie Kroes        | Països Baixos  | VVD      |        |